# 1876 a tudományban
Az 1876. év a tudományban és a technikában.

## Események
- Magyarországon hivatalosan bevezetik a méterrendszert[1]

## Születések
- január 23. – Otto Diels Nobel-díjas vegyész († 1954)
- április 22. – Bárány Róbert magyar származású Nobel-díjas osztrák orvos, egyetemi tanár († 1936)
- november 9. – Hideyo Noguchi japán orvos és bakteriológus, a szifilisz kórokozójának felfedezője († 1928)

## Halálozások
- március 30. – Antoine Jérôme Balard francia vegyész, a bróm felfedezője (* 1802)
- június 27. – Christian Gottfried Ehrenberg német zoológus, összehasonlító anatómus és geológus, korának egyik leghíresebb és legtermékenyebb természettudósa (* 1795)
- július 23. – Fényes Elek közgazdasági statisztikai és földrajzi író, a honismereti szemlélet és munkálkodás hazai megteremtője, a magyarországi közgazdasági statisztika első jelentős képviselője (* 1807)
- augusztus 19. – George Smith brit amatőr régész, a Gilgames-eposz megtalálója és lefordítója (* 1840)
- október 10. – Charles Sainte-Claire Deville francia geológus és meteorológus (* 1814)
- november 26. – Karl Ernst von Baer észt biológus, az embriológia egyik megalapozója (* 1792)